# Grania monospermatheca
Grania monospermatheca är en ringmaskart som beskrevs av Erséus och Lasserre 1976. Grania monospermatheca ingår i släktet Grania och familjen småringmaskar. Inga underarter finns listade i Catalogue of Life.